# ری گادارد
ری گادارد (انگلیسی: Ray Goddard; ۱۳ فوریهٔ ۱۹۴۹ – ۱۱ دسامبر ۲۰۰۷) بازیکن فوتبال اهل بریتانیا بود.
از باشگاه‌هایی که در آن بازی کرده‌است می‌توان به باشگاه فوتبال لیتون اورینت، باشگاه فوتبال میلوال، و باشگاه فوتبال ویمبلدون اشاره کرد.